# Axel Gewalli
 Axel Hadar Gewalli, född 14 januari 1887 i Eskilstuna, Södermanlands län, död 15 juni 1945 i Spånga församling, Stockholms län, var en svensk präst och kyrkoherde
Gewalli, som var uppvuxen i Gävle, tog studentexamen på Fjellstedtska skolan i Uppsala 1909 och teol.kand-examen på Uppsala universitet 1916. Han blev komminister i Spånga församling för Hässelby villastad 1918 med gudstjänst i skolan, komminister i Sundbybergs församling för Duvbo kyrka 1927 samt kyrkoherde i Spånga församling 1939-1945. 
Axel Gewalli var nykterhetsvän och engagerad i kommunalpolitiken.
Axel Gewalli var gift med Constance (född Törnkvist). Barn: Nils, Anna-Lisa (gift Skough), Lars och Ingrid (gift Hjertén)

## Artiklar
"En storman i Spånga under 1600-talet", ur Några minnesbilder från min barndoms Spånga. I Spånga Fornminnes- och Hembygdsgilles årsskrift 1938-39, Sth 1939.